# Rhypotoses adela
Rhypotoses adela är en fjärilsart som beskrevs av Collenette 1932. Rhypotoses adela ingår i släktet Rhypotoses och familjen tofsspinnare. Inga underarter finns listade.